# Sinans bryllup
Sinans bryllup er en kortfilm fra 1997 instrueret af Ole Christian Madsen efter manuskript af Ole Christian Madsen og Lars K. Andersen.

## Handling
Sinan er andengenerationsindvandrer. Han er ung, rastløs og har mange veninder. Og så er det planlagt, at han skal giftes med den smukke Gül. Men det er også uden Sinans vidende planlagt, at han efter giftermålet skal overtage sin fars tyrkiske restaurant. Det er bydende nødvendigt, fordi faderen står i gæld til Güls far. Men Sinan har helt andre planer.